# Любша (гмина)
Любша (пол. Lubsza) — сельская гмина (волость) в Польше, входит как административная единица в Бжегский повет, Опольское воеводство. Население — 8587 человек (на 2004 год).

## Демография
| Перепись                       | Всего   | Всего | Женщины | Женщины | Мужчины | Мужчины |
| ------------------------------ | ------- | ----- | ------- | ------- | ------- | ------- |
| Единицы                        | человек | %     | человек | %       | человек | %       |
| Население                      | 8587    | 100   | 4335    | 50,5    | 4252    | 49,5    |
| Плотность населения (чел./км²) | 40,4    | 40,4  | 20,4    | 20,4    | 20      | 20      |

## Сельские округа
1. Блота
2. Боруцице
3. Чепелёвице
4. Добжинь
5. Гарбув
6. Косцежице
7. Любич
8. Любша
9. Монкошице
10. Михаловице
11. Мыслибожице
12. Нове-Кольне
13. Новы-Свят
14. Пястовице
15. Писажовице
16. Рацишув
17. Рогалице
18. Рошковице
19. Шидловице
20. Смеховице
21. Тарновец

## Поселения
1. Борек
2. Борута
3. Копалина
4. Ксёнжковице
5. Ледница
6. Лесьна-Вода
7. Ставы
8. Замче
9. Злотувка

## Соседние гмины
1. Бжег
2. Гмина Ельч-Лясковице
3. Гмина Намыслув
4. Гмина Олава
5. Гмина Попелюв
6. Гмина Скарбимеж
7. Гмина Сверчув